# えきマチ1丁目

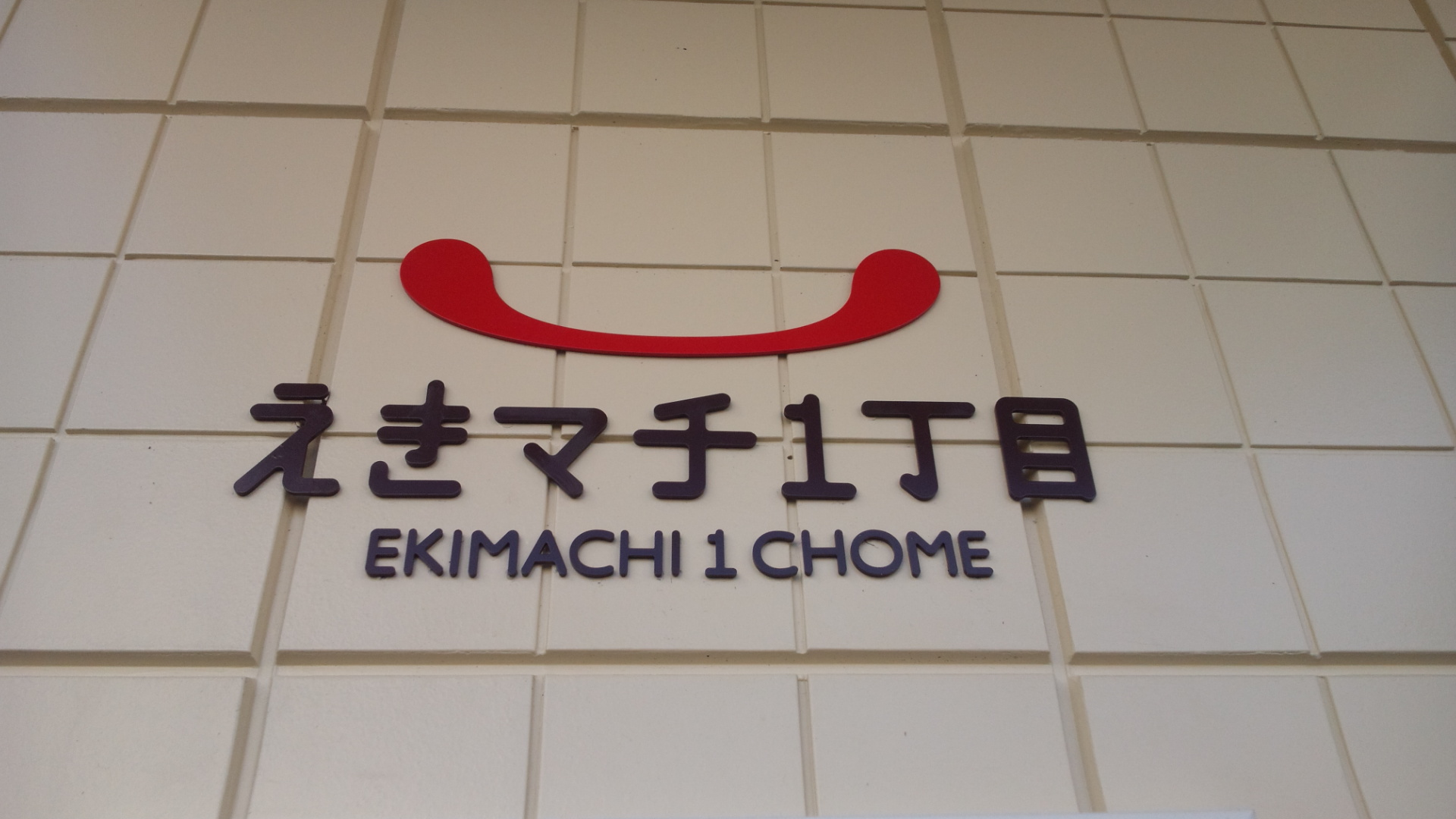
えきマチ1丁目のロゴマーク
（2014年11月4日撮影）

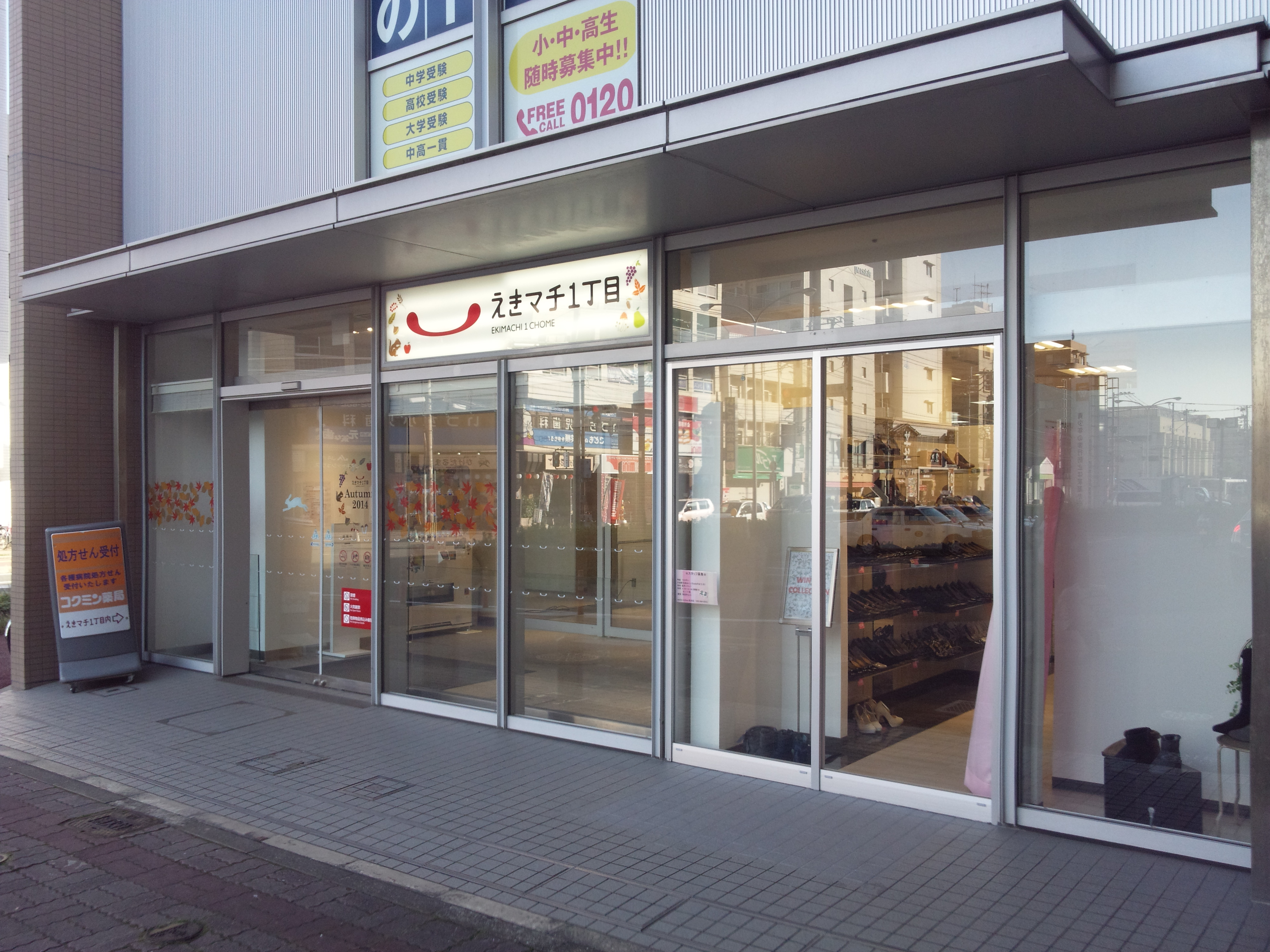
えきマチ1丁目 姪浜
（2014年11月4日撮影）

えきマチ1丁目（えきマチいっちょうめ）は、九州旅客鉄道（JR九州）が展開する中小規模の駅構内商業施設である。

## 概要
1975年（昭和50年）3月10日の山陽新幹線の博多延伸に合わせて、「博多ターミナルビル」が地上3階・地下2階建てで3階部分が新幹線ホームとなっている博多駅筑紫口ビルを開設し、同ビルの地下1階から地上2階に商業施設「博多デイトス」を同日に開業したのが始まり。
1977年（昭和52年）12月1日に、鉄道の高架化に合わせて「佐賀デイトス」が佐賀駅に開業した。
1984年（昭和59年）12月には「姪浜デイトス」が姪浜駅に開業する。
この後も、九州地区で日本国有鉄道（国鉄）の駅に併設する商業施設（駅ナカ）の開設を進めていった。
2012年（平成24年）4月から「佐賀デイトス」などの運営を「JR九州ビルマネジメント」に移管することになった。
2014年（平成26年）には、「デイトス」や「フレスタ」「ミュー」に分かれていた「JR九州ビルマネジメント」の運営する中小規模の駅構内の商業施設の名称を、知名度向上などの販売促進の効率の面から「えきマチ1丁目」に統一することになった。また、別府駅商業施設をJR九州ビルマネジメントに編入。
2014年（平成26年）7月14日に、「姪浜デイトス」を全面改装して「えきマチ1丁目 姪浜」として新装開業したのを皮切りに、同年10月14日にデイトス・フレスタ・ミューの14施設を一斉に名称変更した。
同年11月1日に、フレスタ佐世保の名称変更により名称の統一・変更を完了した。

## 運営施設
- えきマチ1丁目 姪浜（福岡県福岡市西区[10]、旧デイトス）[注釈 1]
- えきマチ1丁目 佐賀（佐賀県佐賀市[1]、旧デイトス）[注釈 2]
- えきマチ1丁目 門司（福岡県北九州市門司区、旧フレスタ）[注釈 3]
- えきマチ1丁目 戸畑（福岡県北九州市戸畑区、旧ミュー）[注釈 4]
- えきマチ1丁目 黒崎（福岡県北九州市八幡西区、新設）[12]（2019年4月開業）[13][14]
- えきマチ1丁目 行橋（福岡県行橋市、旧フレスタ）[注釈 3]
- えきマチ1丁目 香椎（福岡県福岡市東区、旧フレスタ）[注釈 3]
- えきマチ1丁目 千早（福岡県福岡市東区、旧フレスタ）[注釈 3]
- えきマチ1丁目 吉塚（福岡県福岡市博多区、旧フレスタ）[注釈 3]
- えきマチ1丁目 南福岡（福岡県福岡市博多区、旧フレスタ）[注釈 3]
- えきマチ1丁目 久留米（福岡県久留米市、旧フレスタ）[注釈 3]
- えきマチ1丁目 上熊本（熊本県熊本市西区、新設）
- えきマチ1丁目 水前寺（熊本県熊本市中央区、旧フレスタ）[注釈 3]
- えきマチ1丁目 佐世保（長崎県佐世保市、旧フレスタ）[注釈 5]
- えきマチ1丁目 唐津（佐賀県唐津市[1]、旧ミュー）[注釈 6]
- えきマチ1丁目 別府（大分県別府市）[注釈 7][15]
- えきマチ1丁目 折尾（福岡県北九州市八幡西区、新設）

## 過去にえきマチ1丁目だった施設
- えきマチ1丁目 熊本（熊本県熊本市西区）[注釈 3][注釈 8]

　増床・リニューアルを機に「肥後よかモン市場」へ変更。
- えきマチ1丁目 鹿児島（鹿児島県鹿児島市）[注釈 3]

　現在は「えきマチ1丁目」の公式サイトから削除。「さつまち鹿児島中央駅 みやげ横丁・ぐるめ横丁」の名前で営業は継続。
- えきマチ1丁目 宮崎（宮崎県宮崎市）[注釈 3][注釈 9]

　アミュプラザみやざきの開業に合わせて改装を行い、「ひむか きらめき市場」としてリニューアル。